# Asker Fotball Kvinner
L'Asker Fotball Kvinner, citata semplicemente come Asker, è stata una squadra di calcio femminile norvegese, sezione femminile della divisione calcistica dell'Asker Skiklubb, società polisportiva con sede nella città di Asker.
Per anni costantemente al livello di vertice del campionato norvegese femminile di calcio, prima denominato 1. divisjon e dal 1996 al 1999 indicato come Eliteserien, è stata uno delle squadre di maggiore successo della storia del calcio norvegese di categoria, con 6 campionati vinti e 5 coppe nazionali. La squadra acquistò notorietà nel 1998, quando vinse tutti gli incontri di campionato.
A causa di alcune difficoltà economiche, precedenti all'inizio della stagione 2009, la squadra decise di fondersi con lo Stabæk. La federcalcio norvegese, la Norges Fotballforbund, decise di concedere il posto nella Toppserien dello Asker allo Stabæk.

## Palmarès

### Competizioni nazionali
- Campionato norvegese: 6

1988, 1989, 1991, 1992, 1998, 1999
- Coppa di Norvegia: 5

1984, 1990, 1991, 2000, 2005

### Altri piazzamenti
- Coppa di Norvegia:

Finalista: 1985, 1988, 1992, 1993, 2001, 2004, 2006, 2007